# Боровки (Волгоградская область)
Боровки — хутор в Иловлинском районе Волгоградской области России. Входит в состав Авиловского сельского поселения.

## География
Хутор находится в центральной части Волгоградской области, в степной зоне, в пределах Приволжской возвышенности, на правом берегу реки Иловли, на расстоянии примерно 7 километров (по прямой) к северо-северо-востоку (NNE) от посёлка городского типа Иловля, административного центра района. Абсолютная высота — 46 метров над уровнем моря.
Часовой пояс
Хутор Боровки, как и вся Волгоградская область, находится в часовой зоне МСК (московское время). Смещение применяемого времени относительно UTC составляет +3:00.

## Население
| 2010 |
| ---- |
| 127  |

Гендерный состав
По данным Всероссийской переписи населения 2010 года в гендерной структуре населения мужчины составляли 48 %, женщины — соответственно 52 %.
Национальный состав
Согласно результатам переписи 2002 года, в национальной структуре населения русские составляли 81 % из 149 чел.

## Улицы
Уличная сеть хутора состоит из четырёх улиц и одного переулка.